# Random seed
Random seed („náhodné semínko“) je náhodné číslo (nebo pole), které se používá při inicializaci generátoru pseudonáhodných čísel. Generátor po použití jiného semínka vrací jinou sekvenci pseudonáhodných dat.
Dobrý výběr „random seed“ je klíčový pro počítačovou bezpečnost. Používá se totiž na pseudonáhodné generování tajných klíčů, které by bez znalosti „random seed“ nemělo jít efektivně najít.
„Random seed“ je často generováno z aktuálního stavu počítačového systému (například čas), z hardwarového šumu nebo podle chování uživatele (např. interval mezi stisky jednotlivých kláves, náhodné rejdění myší apod.). Lze taky použít kombinaci těchto metod.